# La morte viene dallo spazio
La morte viene dallo spazio è un film del 1958 diretto da Paolo Heusch.
È la prima pellicola di genere fantascientifico drammatico (non farsesco) realizzata in Italia
e costituisce l'esordio nella regia di Heusch. Racconta la minaccia al pianeta Terra costituita da una pioggia di asteroidi, anticipando il filone catastrofico.

## Trama
Un razzo a propulsione atomica guidato da un pilota, costruito grazie alla collaborazione internazionale, viene lanciato verso la Luna da una base ONU.
A seguito di un incidente, il razzo oltrepassa la luna (mentre il pilota riesce a ritornare sulla terra) ed  esplode in una cintura di asteroidi tra Marte e Giove. Gli asteroidi vengono così deviati con orbita convergente verso una collisione con la Terra. A causa del grande numero di oggetti cosmici che si stanno avvicinando alla terra, all'inizio sembra che non ci sia alcuna speranza per evitare la catastrofe. Tuttavia la speranza ritorna quando si stabilisce che l'orbita dei meteoriti incrocerà la luna che così farà da barriera. Tuttavia, mentre la maggior parte dei meteoriti effettivamente viene bloccata dalla Luna, un certo numero di essi non viene bloccata (pochi in confronto al totale ma più che sufficienti a distruggere la vita sulla Terra). In questo drammatico momento la cooperazione delle grandi potenze nucleari, rivali nella guerra fredda ma solidali nel tentativo di salvare la Terra, potrà scongiurare il pericolo incombente della distruzione del pianeta: tutti i missili balistici nucleari a disposizione vengono lanciati verso lo spazio e distruggono gli asteroidi rimanenti, salvando così la Terra.

## Produzione
È una coproduzione italo-francese.

## Distribuzione
Il film uscì nelle sale italiane il 4 settembre 1958. Fu distribuito in Francia con il titolo Le danger vient de l'espace il 15 luglio 1959, negli Stati Uniti come The Day the Sky Exploded nel 1958 (85'), in Gran Bretagna come Death Comes from Outer Space nel 1960 (82').
Il film è stato distribuito per la prima volta in DVD dalla Sinister Film nel 2017.

## Accoglienza

### Critica
All'epoca della sua uscita, A. Albertazzi scrisse che "la trama è ideata molto ingegnosamente e la tensione che l'azione suscita va aumentando e non viene meno fino alla conclusione".
Fantafilm scrive che la pellicola, "fotografata egregiamente da Mario Bava [...], pur rimanendo confinata nel semplice e convenzionale ambito di un catastrofismo prima maniera, si colloca tuttavia ben al di sopra della media nel confronto con analoghe produzioni contemporanee - anche americane - per la cura e la validità con cui sono realizzate ambientazioni, scenografie ed effetti".